# Цессолес, Якобус
Якобус де Цессо́лес (Цессолис, лат. Jacobus de Cessolis, итал. Jacopo da Cessole, Якопо да Чессоле; XIII век, Чессоле, Королевство Италия — не ранее 1322, Генуя) — средневековый пьемонтский проповедник и мыслитель, доминиканский монах, апологет феодального строя.

## Идеи

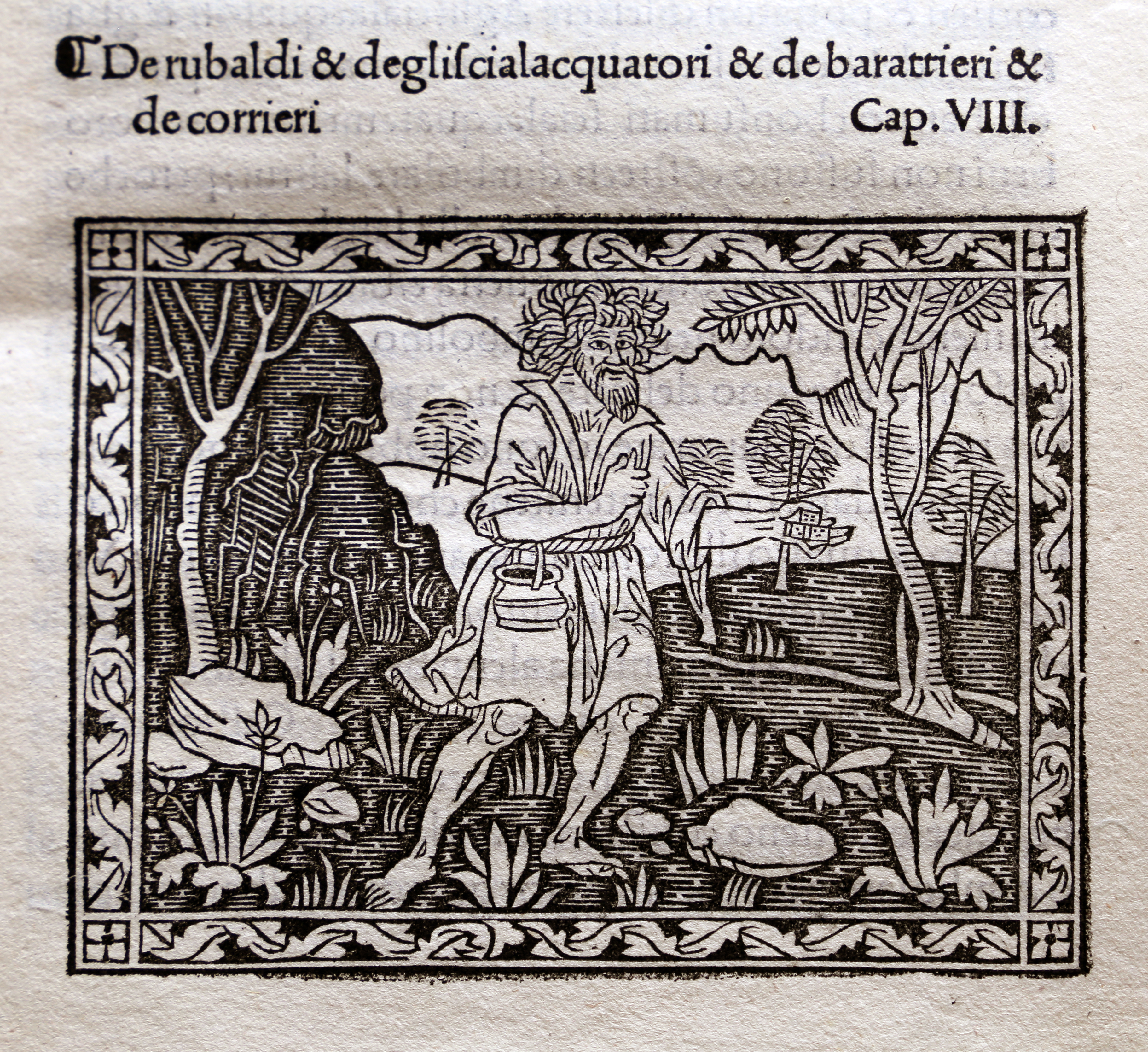
Libro di giuocho di scacchi (1493)

Взгляды Цессолеса развивали концепцию Иоанна Солсберийского, философа XII века, который считал феодальное общество единым механизмом, части которого выполняют различные и строго определенные функции. Цессолес сравнивал феодальное общество с фигурами на шахматной доске и пешками, различающимися по званию, но делающими одно общее дело. Расстановка фигур и пешек по Цессолесу — это модель феодального государства. Считается, что Цессолес сам умел играть в шахматы.
Книга Об обычаях людей простых и знатных многократно издавалась (впервые напечатана в 1473 году) и послужила основой для труда У. Кекстона Game and Playe of the Chesse (1474) — одной из первых печатных книг Англии.

## Труды
- Liber de moribus hominum et officiis nobilium super ludo scacchorum, 1300 (Об обычаях людей простых и знатных)

## Цитата
«В жизни, как на шахматной доске, каждая фигура имеет не только свои права, но и обязанности».